# مردقوش (جنس)
المَرْدَقُوشُ أو النَّضَفُ أو المَردكوش  أو البَرْدَقوش أو المَرْزَنْجُوش أو ريحان داوود أو السُّمسُق أو السَّعْتر أو الزعتر أو صعتر أو الفُودنج الجبلي  أو القَرنِبة (باللاتينية: Origanum) جنس نباتي من الفصيلة الشفوية. يضم الجنس حوالي عشرين نوعا معظمها واطن في بلاد الشام.

## من أنواعه الواطنة فيالوطن العربي
1. المردقوش الأردني (باللاتينية: Origanum jordanicum) في بلاد الشام
2. المردقوش الإهرنبرغي (باللاتينية: Origanum ehrenbergii) في بلاد الشام
3. المردقوش البارغيلي (باللاتينية: Origanum bargyli) في بلاد الشام
4. المردقوش الدايي (باللاتينية: Origanum dayi) في بلاد الشام
5. المردقوش الراموني (باللاتينية: Origanum ramonense) في بلاد الشام
6. المردقوش السوري (باللاتينية: Origanum syriacum) في بلاد الشام
7. المردقوش الشائع (باللاتينية: Origanum vulgare) في بلاد الشام
8. المردقوش الصخري (باللاتينية: Origanum petraeum) في بلاد الشام
9. المردقوش الفونوني (باللاتينية: Origanum punonense) في بلاد الشام
10. المردقوش القشيب (باللاتينية: Origanum laevigatum) في بلاد الشام
11. المردقوش قلبي الأوراق (باللاتينية: Origanum cordifolium) في بلاد الشام
12. المردقوش الكبير (باللاتينية: Origanum majorana) في بلاد الشام
13. المردقوش اللبناني (باللاتينية: Origanum libanoticum) في بلاد الشام

## من أنواعه غير الموجودة في الوطن العربي
1. المردقوش دقيق الأزهار (باللاتينية: Origanum minutiflorum)
2. المردقوش صغير الأوراق (باللاتينية: Origanum microphyllum) في جزيرة كريت
3. المردقوش مستدير الأوراق (باللاتينية: Origanum rotundifolium) في القوقاز
4. المردقوش التركي (باللاتينية: Origanum onites) في تركيا واليونان وصقلية.